# Пинотепа-Насиональ
Пинотепа-Насиональ (исп. Pinotepa Nacional) — город в Мексике, входит в штат Оахака. Население 25 871 человек. Город основан в XVIII веке доминиканцами как Пинотепа-реаль, получив своё современное название после обретения Мексикой независимости от испанской короны.
Существенный процент населения Пинотепа-Насиональ составляют выходцы из Африки. Город известен ремёслами — вязанными и вышитыми изделиями, ножами-мачете, сёдлами. В городе расположен технический институт, готовящий специалистов в области инженерии, сельского хозяйства, экономики и компьютерных наук.